# 滝香織
滝 香織（たき かおり、1983年11月7日 - ）は、あいテレビのアナウンサー。東京都出身。元舞台女優。

## 来歴・人物
慶應義塾大学卒業後、新国立劇場演劇研修所に入所。2009年に修了（2期生）。卒業後は舞台を中心に活動を始める。2012年には坊っちゃん劇場のミュージカル『誓いのコイン』で半年間主役を務めた。その後女優業を引退し、2014年11月あいテレビ入社。

## 現在の担当番組
- ITVニュース
- よるマチ!

## 過去の出演番組
舞台女優時代
- 桂ちづる診察日録（NHK、2010年9月11日･25日、10月9日）

あいテレビへの入社後
- プレバト!!（毎日放送制作・TBS系列全国ネット番組、2019年4月18日）
  - 「全国俳句強豪校 vs 名人・特待生！春の他流試合スペシャル」に「俳句強豪校」として愛媛県立松山東高等学校文芸俳句部から5名の部員が出演したことを受けて、同校からの応援中継（事前収録）でリポーターを担当。
- NEWSキャッチあい（2015年1月 - 2017年9月）
- ゴゴスマ（CBCテレビ制作・TBS系列全国ネット番組、2022年3月31日・2023年8月4日)
  - いずれも生中継コーナー『列島生報告!今日はダレなんサ〜』リポーターとして愛媛県内から出演。